# Contigo (canción de Sergio Rivero)
«Contigo» es el primer sencillo del segundo trabajo discográfico de Sergio Rivero, titulado con el mismo nombre que el sencillo, "Contigo".

## Sencillo
El sencillo fue publicado el 21 de noviembre de 2006, vía Valemusic, fue disco de oro, llegando al #20 y vendiendo menos de 16,000 copias en España.
A pesar de actuar en programas de televisión y realizar entrevistas, el sencillo no superó el #20, bajando en su segunda semana al puesto #71. Debido a esto, las ventas del disco "Contigo" fueron muy bajas, no superando las 41 000 copias en total.
Debido a esto, Sergio canceló la gira que había pensado hacer España, y decidió abandonar la promocíón del disco.

## Listado de pistas
CD 1
1. «Contigo» [Álbum Versión]
2. «Contigo» [Remix]

CD 2
1. «Contigo» [Álbum Versión]
2. «Se Terminó»

## Posicionamiento
| Listas (2006)            | Posición |
| ------------------------ | -------- |
| Cadena 100 Radio Singles | 9        |
| Spanish Singles Chart    | 20       |
| Los 40 Principales       | 97       |

## Trayectoria en las listas
| Posición | 20 | 71 | 85 | 102 | Out |

- Datos: Q5785017